# سليم الفرياني
سليم الفرياني ولد في أغسطس 1965، هو سياسي تونسي.

## السيرة الذاتية

### الدراسات
سليم الفرياني متحصل على ماجستير إدارة الأعمال في 1989 ودكتوراه في 1995 في المالية والاستثمار والتمويل الدولي من جامعة جورج واشنطن الأمريكية، وعمل أيضا كمدرس في التمويل الدولي في هذه الجامعة بين 1989 و1996. كان قبل ذلك قد تحصل على الماجستير في المالية من المعهد العالي للتصرف بتونس.

### المسار المهني
بين 1997 و1999، عمل سليم الفرياني كمحلل لمنطقة الشرق الأوسط وشمال أفريقيا لدى شركة Nomura International في لندن. ثم بين 2000 و2004 عمل لفائدة شركة Martin Currie Investment Management في إدنبرة كمدير وكبير مديري صناديق الأسواق الناشئة وكذلك كمدير الاستثمار في المناجم والموارد الطبيعية. بين 2005 و2014، شغل مناصب رئيس مجلس الإدارة والرئيس المدير العام ورئيس لجنة الاستثمار لشركة Advance Emerging Capital في لندن، وكان كذلك رئيس مجلس الإدارة ورئيس لجنة الاستثمار لشركة Gulf Central Agency Asset Management في لندن بين 2015 و2017.

عين في 3 فبراير 2017 كرئيس مدير عام بنك تمويل المؤسسات الصغرى والمتوسطة التونسي.

### المسار السياسي
عين في 12 سبتمبر 2017 في منصب كاتب دولة لدى وزير الصناعة والمؤسسات الصغرى والمتوسطة في حكومة يوسف الشاهد، لكنه لم يلبث في منصبه هذا سوى شهرين قبل أن يصبح وزيرا للصناعة والمؤسسات الصغرى والمتوسطة في 18 نوفمبر من نفس السنة وفي نفس الحكومة.

انضم لحزب نداء تونس في 16 نوفمبر 2017.